# Halieutichthys aculeatus
El diablito espinoso (en Cuba) o murciélago picudo (en México) es la especie Halieutichthys aculeatus, un pez marino de la familia Ogcocephalidae distribuido por la costa oeste del océano Atlántico, desde el centro de Estados Unidos hasta el sur de Brasil, así como por el mar Caribe y el golfo de México. No es pescado ni comercializado.

## Anatomía
Tiene un cuerpo pequeño con una longitud máxima de unos 10 cm; sin espinas en las aletas. Las aletas pectorales y caudal presentan bandas de color negro, con lunares blancos en la base de la aleta caudal y antes de la aleta anal; la superficie del vientre es de color blanco.

## Hábitat y forma de vida
Suele vivir asociado a arrecifes de aguas subtropicales, en una profundidad entre 45 y 820 metros. Durante el día permanece en las zonas del fondo marino al descubierto, semienterrado bajo una fina capa de arena, para salir a cazar durante la noche.